# Piazza del Municipio (Napoli)
(Giovanni Comisso)
Piazza del Municipio (detta localmente Piazza Municipio; già Largo del Castello) è una piazza di Napoli, una delle più grandi d'Europa e una delle più importanti della città grazie alla vicinanza ai principali itinerari turistici come il Maschio Angioino e alla presenza del porto.
La piazza, posizionata alla fine di via Medina, prende il nome dalla presenza del palazzo in cui ha sede la municipalità cittadina.

## Storia

### IlLargo di Castello
Il nucleo originario del largo di Castello è a nord dell'attuale piazza, a ridosso dei bastioni di Castel Nuovo. L'altra parte dell'odierna piazza era una strada, la via del Molo, che rasentando i bastioni orientali del castello scendeva fino al molo grande, realizzato sotto Carlo II d'Angiò nel 1302 e sostanzialmente sopravvissuto fino agli anni trenta del XX secolo.
La prima conformazione del largo di Castello fu realizzata dopo che tra il 1509 e il 1537, con l'aiuto di Antonio da Settignano, fu eretta la nuova cinta bastionata, formata da baluardi squadrati, che sostituì la precedente cinta aragonese che lo stesso Settignano alla fine del XV secolo aveva disegnato con bastioni circolari, ma la cui costruzione non era a buon punto quando la dinastia aragonese fu soppiantata dall'invasione spagnola nel 1501. All'esterno dei nuovi bastioni, regnante Carlo V e in Napoli il suo viceré Don Pedro di Toledo, fu scavato un ampio fossato il che causò un considerevole innalzamento del suolo nei dintorni per lo spianamento dei detriti di risulta e che comportò anche la demolizione della chiesa di San Nicola al Molo, fondata da Carlo II d'Angiò nell'area oggi occupata dal teatro Mercadante.

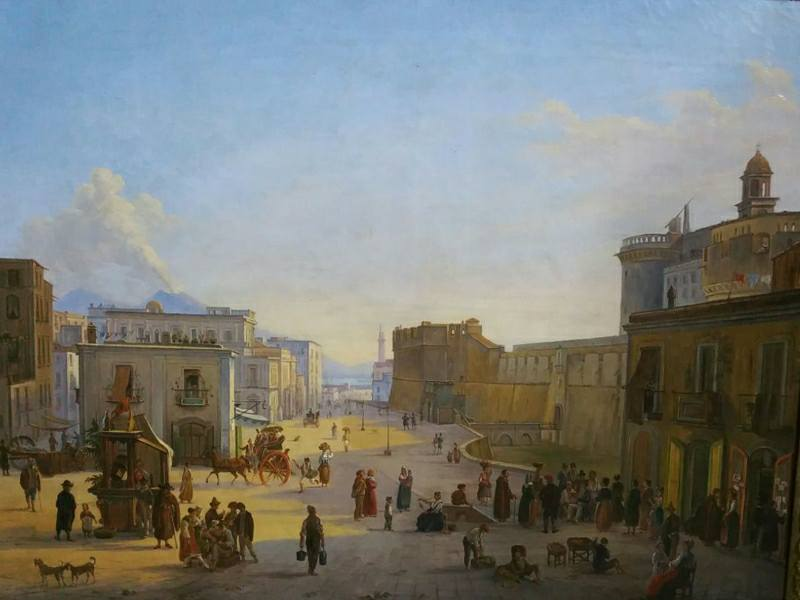
Largo di Castello verso il molo nell'Ottocento (Frans Vervloet)

La grande sistemazione del largo, che durerà per secoli fino all'Unità d'Italia, fu data tuttavia da Domenico Fontana verso la fine del cinquecento, realizzando una grande opera di spianamento dell'area e cominciando a renderla usufruibile al popolo: oltre all'ovvio vantaggio di un ampio spazio dove poter allestire fiere e svolgere cerimonie, il Fontana realizzò nel 1597 a ridosso del torrione dell'Incoronata una fontana, detta di Venere perché vi fu collocata una statua della dea nuda e giacente, attribuita a Girolamo Santacroce. Questa statua fu sostituita da una copia (che gli autori dell'epoca definiscono assai mediocre) per ordine del viceré Pietro Antonio d'Aragona, il quale si tenne per sé l'originale (stesso trattamento impiegò alla fontana dei Quattro del Molo). Una seconda fontana, coeva, ma molto più semplice, vi fu affiancata alla sua destra e fu chiamata "fontana di Olivares", perché fu sempre il viceré a volerla.

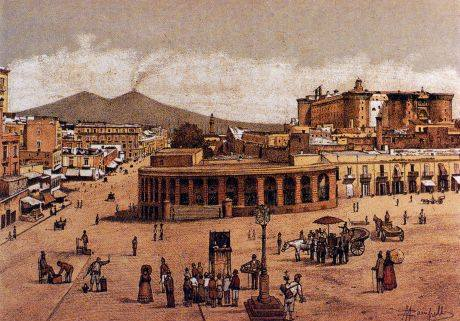
La Gran Guardia di Cavalleria

Nel 1790 fu aggiunto l'edificio della Gran Guardia di Cavalleria, progettato da Francesco Sicuro in forma di rotonda con un colonnato neoclassico, che affacciava ad angolo proprio sullo slargo in prossimità del torrione dell'Incoronata. Lo stesso Sicuro progettò il teatro del Fondo (l'attuale teatro Mercadante) e il palazzo adiacente che dal 1795 (in occasione di un incendio che distrusse la primitiva sede in via Santa Brigida) al 1857 ospitò la posta dei corrieri.
Pochi decenni dopo, sullo slargo dominò anche il nuovo palazzo dei ministeri del regno, il palazzo San Giacomo, voluto da Ferdinando I di Borbone. Fu costruito in luogo dell'ospedale dedicato appunto a San Giacomo, il quale diede il nome anche alla pontificia reale basilica di San Giacomo degli Spagnoli, inglobata nella nuova costruzione progettata da Stefano Gasse. Fu inoltre demolito il monastero della Concezione, che si trovava presso via Toledo.
Ferdinando II scelse la piazza del castello per installare nel 1854 un orologio elettrico stradale a quattro quadranti proveniente dall'Inghilterra, il quale vi rimarrà fino al 1863.

### Dopo l'Unità d'Italia

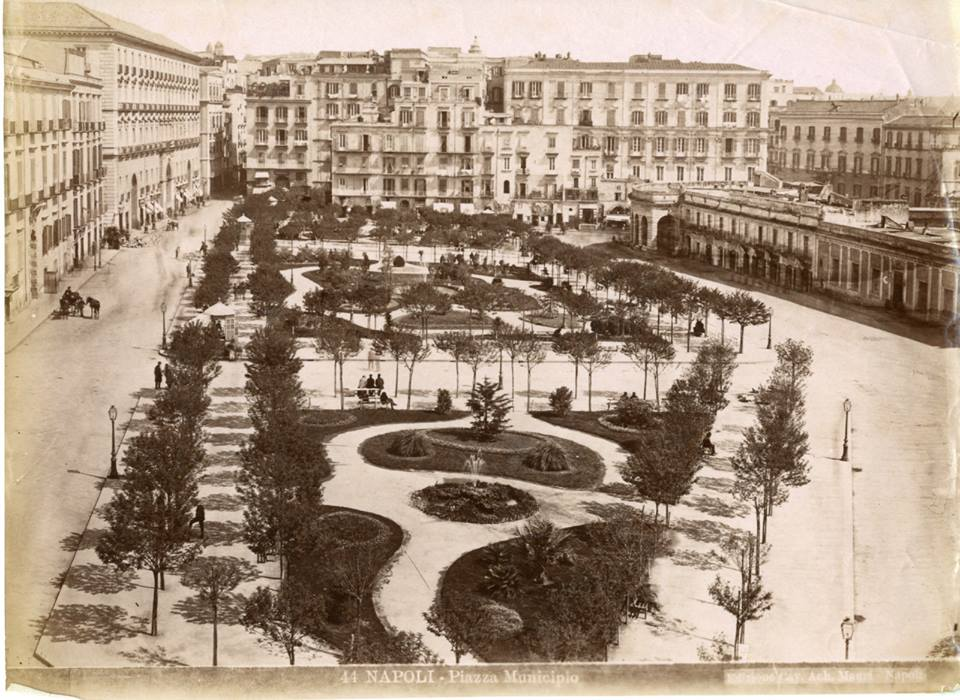
Aspetto della piazza dopo l'Unità d'Italia.

Già nel 1861 parte in città il dibattito sulla sistemazione della cinta difensiva e in genere dell'area attorno al castello, allora destinata ad uso militare.
Nel 1862 si strinse un primo faticoso accordo con il generale Alfonso La Marmora, allora ministro della guerra e non molto disposto a concessioni, che sancì la cessione di parte dei suoli militari, per cui cominciarono i primi lavori di colmata dei fossati esterni e di demolizione dei bastioni dell'Incoronata e della Maddalena. Tuttavia le cose andranno per le lunghe e non senza difficoltà.
Il 1870 vide il raggiungimento di un secondo accordo tra il Comune e il Ministero della guerra sulla definitiva cessione della cortina nord-occidentale del castello. Nel 1871 entrarono in gioco Errico Alvino e la sua società (in cui c'erano Francesco Giura e Leopoldo Scognamiglio), che propose una radicale trasformazione della zona, il cui progetto fu approvato dal Comune nell'anno. Si prevedevano due ampie strade porticate attorno al castello, che sarebbe stato coperto dai nuovi edifici abitativi.
Tuttavia il progetto subì una brusca frenata per controversie con il Ministero della guerra e con gli enti proprietari degli edifici da espropriare, tra i quali la stessa Casa Reale; già nel 1871 si ebbe una riduzione dell'area di intervento e la società chiese come controparte di intervenire nella parte orientale della piazza originaria, alla destra di palazzo San Giacomo. L'accordo con i proprietari non fu raggiunto e nel 1875 l'Orfanotrofio militare aprì un contenzioso con la società al fine di risolvere il contratto.

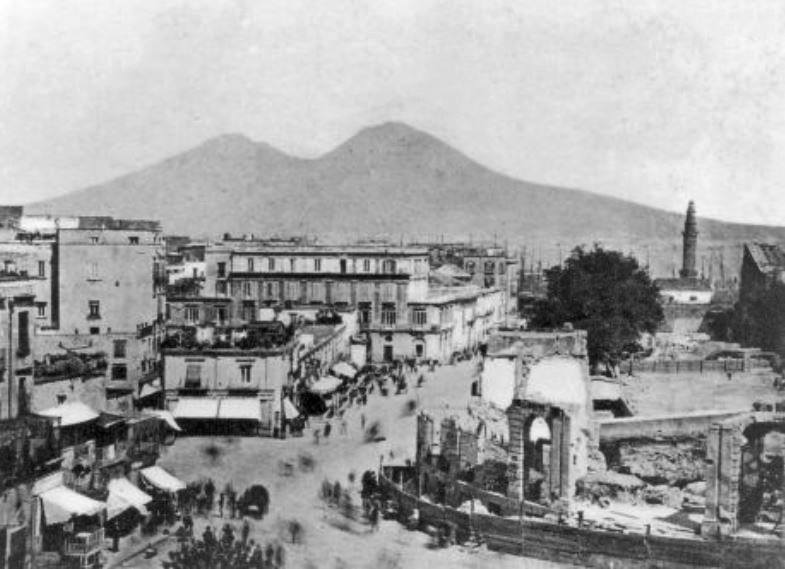
Abbattimento della Gran Guardia (1873-1875)

Nel frattempo le demolizioni erano partite: dal 1872 al 1875 furono demoliti completamente dalla società di Alvino il bastione settentrionale detto della Maddalena (detto così dopo che fu restaurato per i danni che le artiglierie di Carlo III gli causarono nel 1735, mentre dal 1546 veniva chiamato di Malguadagno perché ricostruito con i proventi della tassa sulla prostituzione, dopo i danni di un incendio scoppiato in quell'anno) e il baluardo del Molo (che sorgeva appunto presso il molo grande), il torrione dell'Incoronata con l'edificio della Gran Guardia e la cortina intermedia, mentre i locali adiacenti alla caserma furono adibiti a bottega.

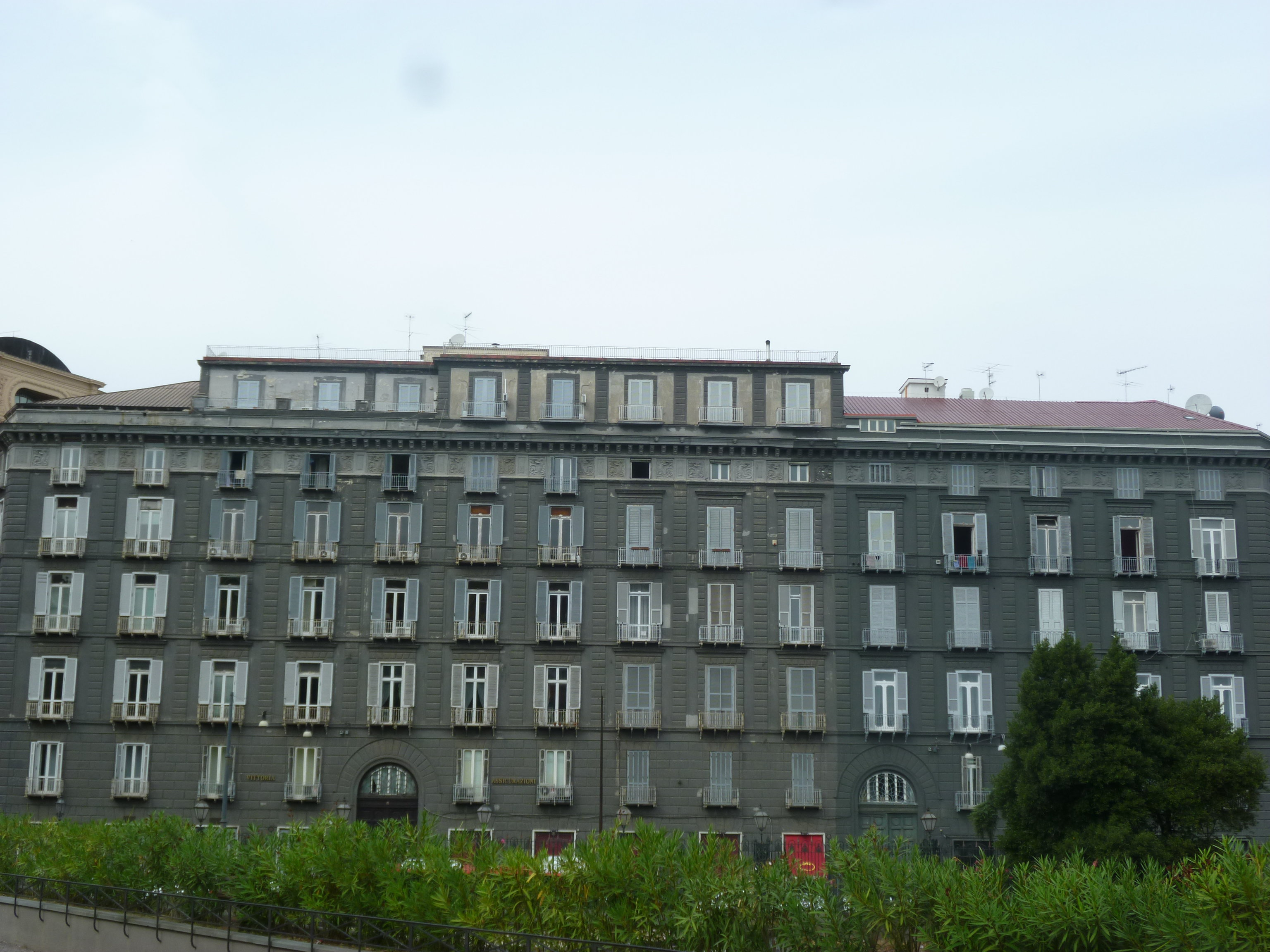
Il lato di palazzo della Borghesia su via San Carlo

Nel 1877 il contratto fu risolto e i progetti di intervento sull'area del castello furono accantonati. Quando il giudizio di risoluzione era ancora aperto, il Comune progettò la risistemazione della piazza nonché il nuovo rione Santa Brigida, poi realizzato alla sinistra di palazzo San Giacomo dalla Società Generale Immobiliare di Roma, il cui edificio più importante è il palazzo della Borghesia, progettato sempre dall'Alvino e completato nel 1887, dieci anni dopo la sua morte, da Guglielmo Raimondi.

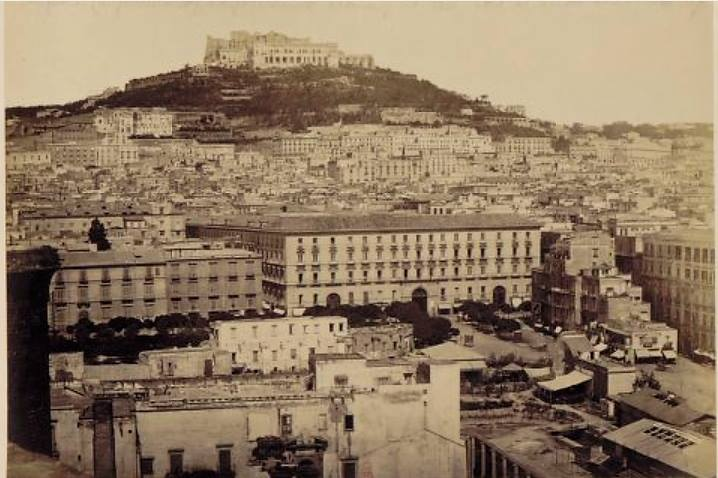
Blocco di edifici nell'angolo destro della Piazza, con il glorioso Teatro San Carlino nell'edificio più basso.

Nel 1884 furono demoliti gli isolati sul lato destro della piazza, tra la strada dei Guantai Nuovi e via Medina davanti al palazzo Sirignano, causando la perdita dell'antico e glorioso Teatro San Carlino. Si eliminarono anche le botteghe tra via Medina e la via del Castello (primo tratto dell'attuale via Depretis), dove tra i tanti esercizi era il famoso Cafè du Commerce: queste aree saranno occupate dall'edificio del Grand Hotel de Londres costruito tra il 1895 e il 1899. Infine si comincia la demolizione del baluardo pentagonale di Santo Spirito (detto in origine del Parco e posto presso i Cavalli di Bronzo), conclusa nel 1886 perché i lavori furono bruscamente interrotti dall'epidemia di colera.
Nel 1885 fu demolita la fontana degli Specchi, la terza fontana posta a ridosso della cortina difensiva: era stata costruita nel 1636 dal viceré conte di Monterey e detta così per via dei giochi di luce causati dall'acqua nelle vasche poste su quattro livelli. Era posta all'altezza del teatro La Fenice, costruito nel 1805 in una scuderia del cinquecentesco palazzo del duca di Grottolella, a destra di palazzo San Giacomo. Demolita la fontana, nel 1886 fu rinvenuta, nel sottosuolo ove insisteva, una statua acefala in marmo.

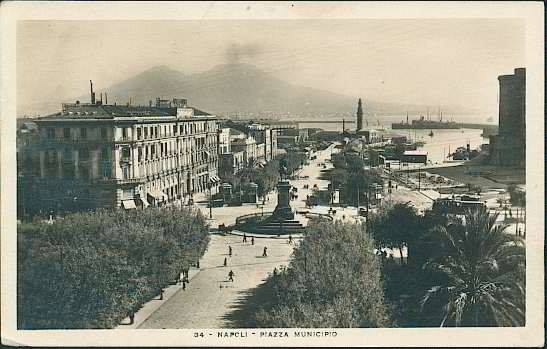
Prima sistemazione della piazza dopo l'abbattimento dei bastioni e delle fabbriche con la piantumazione dei filari di lecci. Al porto c'è ancora il faro ("Lanterna") che verrà demolito nel 1932-1933.

In questa radicale ristrutturazione fu creato anche l'impianto stradale della piazza, formato da tre carreggiate che corrono fin giù il molo grande, divise internamente da due ampie aiuole longitudinali dove furono impiantati gli scenografici filari di lecci. Tuttavia i progetti riguardanti il castello vero e proprio languirono, e le aree liberate non interessate dal nuovo assetto della piazza furono via via occupate da fabbriche e opifici di varia natura.
Nel 1894 finalmente il Ministero della guerra affidò l'incarico di mediatore per la cessione del castello al Comune al generale Achille Afan de Rivera, ma soltanto il 3 luglio 1898 fu sancita la convenzione che stabiliva che il Comune, in cambio del castello, concedeva al Ministero della guerra alcuni terreni all'Arenaccia e l'area del forte del Carmine affinché vi fosse costruito un panificio militare. Ma nulla ancora si mosse sul piano concreto di intervento sul castello.
Nel 1897, al centro della piazza, viene collocato il monumento a Vittorio Emanuele II, che vede la statua di Partenope posta dinanzi al primo re d'Italia.

### Il primo dopoguerra

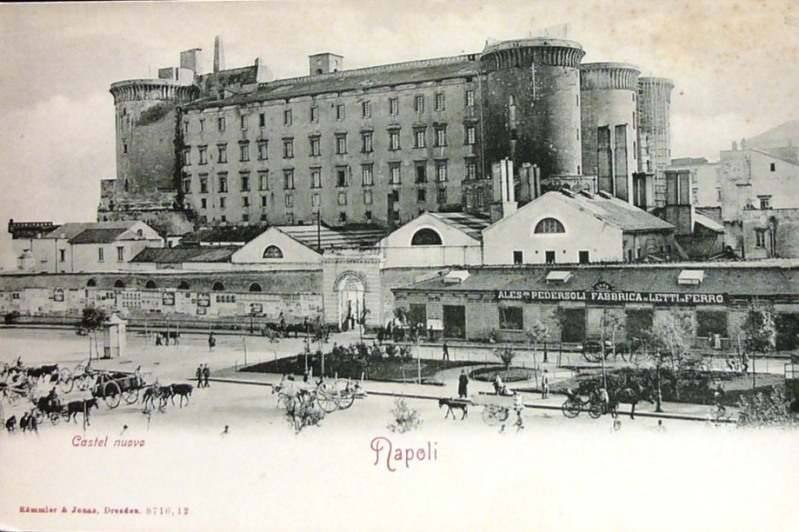
Aspetto della piazza agli inizi del Novecento: il Castello Angioino non è stato ancora liberato dalle superfetazioni e appare circondato dai bastioni cinquecenteschi e da fabbriche.

Negli anni venti fu realizzata l'ampia fascia di aiuole che costeggiò il Maschio Angioino fino alla fine del XX secolo: nei primi mesi del 1921 il conte Pietro Municchi, ingegnere e assessore al decoro urbano, presentò al Consiglio Comunale la proposta dell'isolamento del Castel Nuovo.
Ottenuto finalmente dallo Stato l'intero castello a scopi civili, i lavori cominciarono nel 1923 e interessarono anche le fabbriche e i capannoni costruiti a ridosso della piazza in luogo dei demoliti bastioni: già l'anno successivo tutti questi edifici furono eliminati: al suo posto fu creata la vasta spianata, sistemata a giardini sul lato dell'odierna via Vittorio Emanuele III, nei quali fu collocato il busto di Giovanni Bovio realizzato nel 1915 dallo scultore Enrico Mossuti, in seguito spostato nella Villa comunale. Fu risparmiata soltanto la porta della cittadella, l'originario accesso aragonese al complesso, rifatto nel 1496 da Federico d'Aragona (come testimonia il suo stemma presente sull'arco): isolata e snaturata della sua funzione, è visibile tra le aiuole squadrate lungo via Vittorio Emanuele III. I lavori relativi al restauro del castello, che eliminarono le molte superfetazioni aggiunte nel tempo, durarono fino al 1939.
Tra il 1918 e il 1924 fu realizzato l'ultimo palazzo del rione Santa Brigida: il palazzo della Banca di Roma, in realtà già esistente, ma totalmente trasformato dalla banca che lo aveva acquistato e ne aveva affidato il rifacimento all'ingegnere toscano Ugo Giovannozzi. Dall'altro lato della piazza, verso la fine degli anni trenta, si terminò la demolizione di palazzo Sirignano nell'ottica di ricostruzione del rione San Giuseppe, opera che non doveva fermarsi alla bonifica della zona della Corsea (dove fu realizzato il centro direzionale cittadino attorno all'odierna piazza Matteotti), ma proseguire anche a sud, nella zona dei Guantai Nuovi.

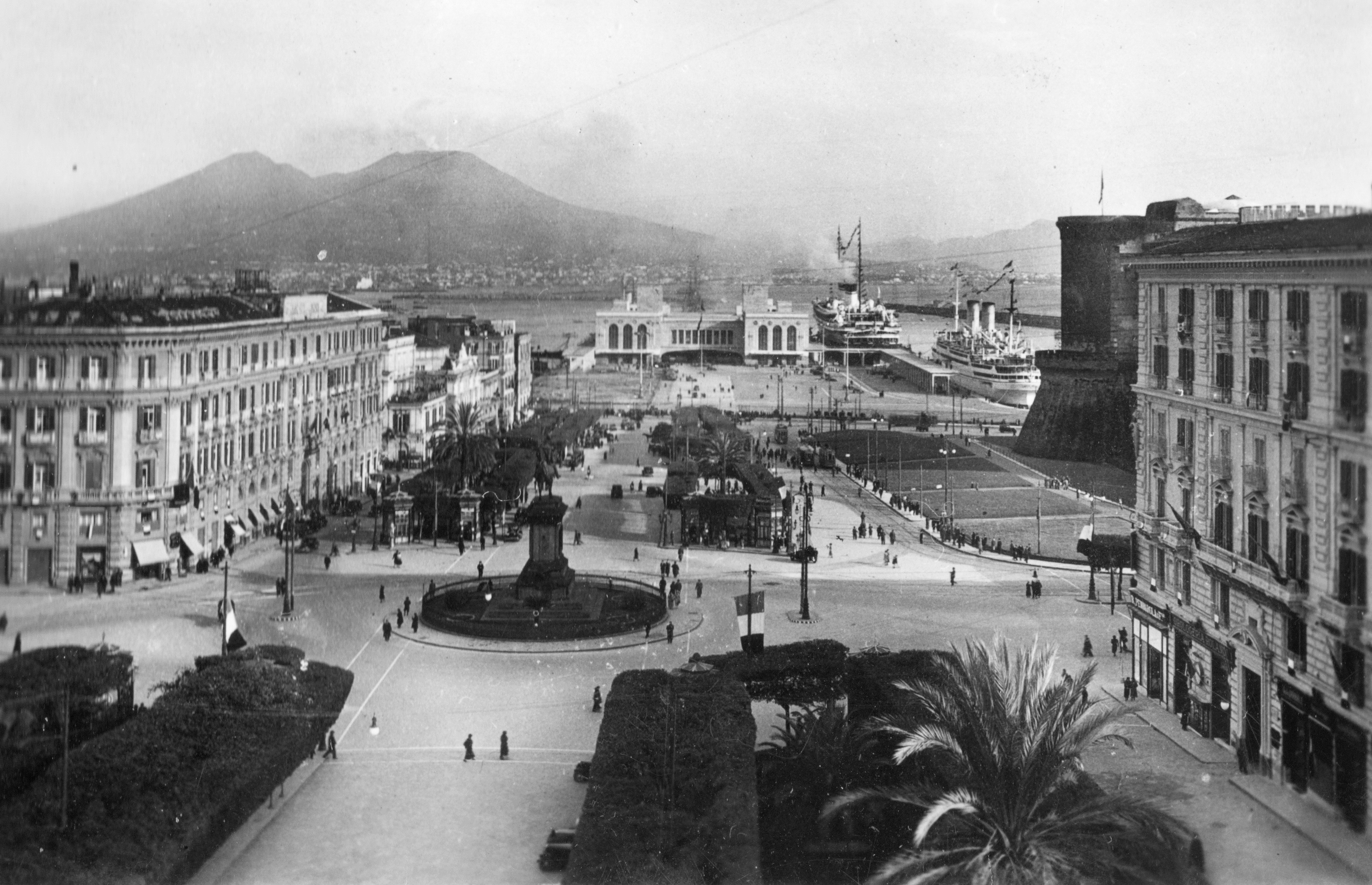
Aspetto della piazza dopo la realizzazione della nuova Stazione Marittima (1936)

I progetti ponevano al posto del palazzo demolito (insieme ad altri edifici adiacenti che rientravano nel lotto interessato dai lavori) la nuova sede della Banca d'Italia, un grandioso edificio lungo 90 metri, che però non fu realizzato a causa della guerra sopravvenuta. I lavori di ricostruzione erano anche simbolicamente partiti con la posa della prima pietra nel 1940 da parte del re Vittorio Emanuele III.
Da citare infine la progettazione e la costruzione, nella prima metà degli anni trenta, della Stazione Marittima al posto del molo angioino, la quale chiude scenograficamente la piazza verso il mare.

### La piazza laurina

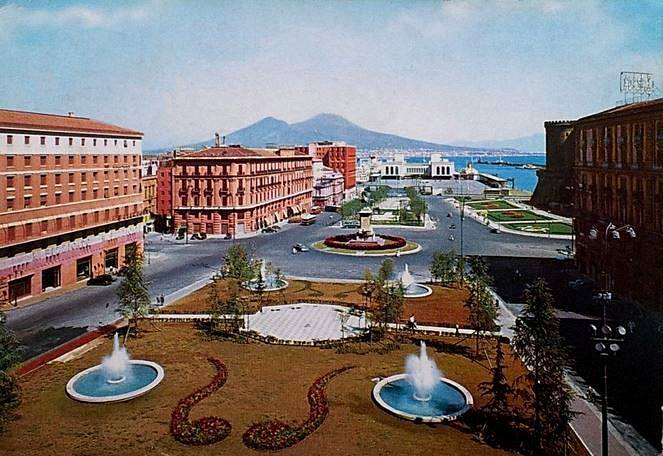
La sistemazione laurina della piazza (1956)

Negli anni cinquanta Achille Lauro, prendendo spunto dalle grandi piazze che aveva visitato negli Stati Uniti, impresse la sua firma nella piazza: il 9 gennaio 1956 fece abbattere (nottetempo per evitare grandi polemiche che non mancarono) la doppia fila di lecci secolari, cancellando il viale centrale, e in seguito fece installare quattro fontane ai lati dei nuovi giardini, rompendo la scenografica fila che partiva sin dalla stazione marittima.
Inoltre fu installata un'ulteriore fontana, dalla lunga vasca rettangolare e caratterizzata da scenografici zampilli, dinanzi al teatro Mercadante.
Nel 1957 furono inaugurati due nuovi palazzi costruiti a partire dai primi anni del dopoguerra sull'area di palazzo Sirignano: il palazzo della Banca d'Italia, più ridotto nelle dimensioni rispetto agli iniziali progetti, e un secondo palazzo gemello, di proprietà dell'INA.

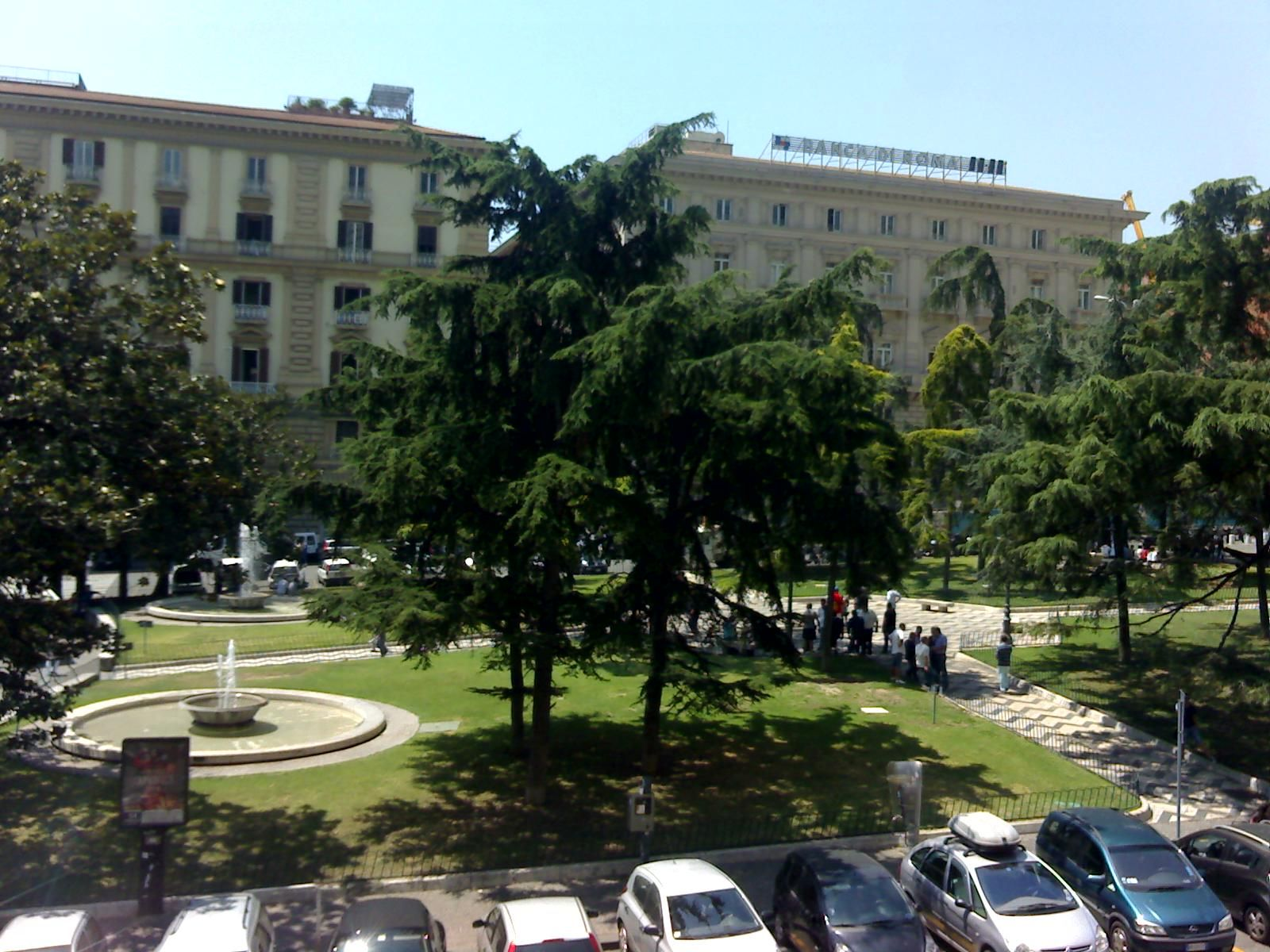
Una porzione di Piazza Municipio nei primi anni '2000, ancora non interessata dai lavori della metropolitana

Negli anni '80 la piazza subì dei lievi cambiamenti, venne aggiunta una striscia di pavimentazione verticale, sempre a spina di pesce, che divise il giardino di fronte al municipio in quattro quadranti, col tempo gli alberi piantati crebbero, andando ad ombreggiare sia i giardini sotto il municipio, sia la camminata sotto i pini marittimi, che circondavano a quel tempo un ruscello a gradoni, circondato da gerani e  rose. Negli anni '90 i giardini furono circondati da una ringhiera di ferro verde e furono aggiunte nuove panchine.

### Gli scavi e i lavori della metropolitana
La piazza vedrà la nascita di un nuovo sito archeologico posto al lato del Castel Nuovo sempre dovuto ai cantieri della stessa linea metropolitana. Diversi reperti, infatti, sono stati rinvenuti durante gli scavi che hanno portato alla nascita della Stazione Neapolis, piccolo polo museale archeologico situato nella fermata della metropolitana di Museo che espone i circa 3000 pezzi trovati durante i lavori.
Il sito archeologico che rimarrà in piazza consente di prendere visione di quello che era l'antico porto di Neapolis, essendo stata rinvenuta tutta la banchina portuale antica, un complesso termale ed alcune torri di vedetta della cinta muraria dell'adiacente Maschio Angioino. La linea del tempo dei reperti va dall'epoca romana fino a terminare alle costruzioni ottocentesche.
Sono state scoperte nel 2004 tre caravelle di epoca romana, oggi in fase di restauro, la cui futura ubicazione è ancora da stabilirsi.
Anche gli ultimissimi rinvenimenti (una vera e propria cittadella) sono di epoca romana, probabilmente relativi ad un'ulteriore fetta del complesso termale già rinvenuto e a strutture esterne del porto.
Di epoca angioina dovrebbe essere poi il Palazzetto del Balzo, di proprietà dell'omonima famiglia nobiliare, che doveva avere una notevole importanza visto che era considerata un grosso privilegio la possibilità di costruire la propria residenza a ridosso delle mura del Castel Nuovo.
Al XV secolo risalgono strutture difensive del castello, come le mura merlate che sono state riprodotte anche nella famosa Litografia Strozzi, il grosso muraglione difensivo ed i vari torrioni, come quello dell'Incoronata (già interamente svelato) e quello del Molo che è stato reinterrato dopo i sondaggi nel terreno svolti nei primi anni duemila e che verrà riportato alla luce quando si inizierà a scavare il tunnel di collegamento con il porto della stazione. Altre strutture riemerse sono perlopiù di epoca ottocentesca, con qualche eccezione settecentesca. In questo periodo bisecolare furono realizzate molte strutture per attività militari, come la produzione di armi.
Tra il 2008 e il 2009 si è proceduto allo smontaggio del monumento a Vittorio Emanuele II. La statua equestre fu depositata prima all'interno dei bastioni del Castel Nuovo, in attesa di nuova ubicazione, poi successivamente, in omaggio al centocinquantesimo anniversario dell'unità d'Italia, ha trovato nel dicembre del 2010 nuova e definitiva sistemazione nella poco distante piazza Bovio, anche grazie al fatto che in quest'ultima piazza si sono terminati i lavori della metropolitana prima di ogni altra. Ancor prima di iniziare i lavori della metropolitana e sempre dalla stessa piazza Bovio, fu spostata al confine tra via Medina e Piazza Municipio la fontana del Nettuno per permettere alla prima piazza di poter offrire i dovuti spazi per effettuare l'opera infrastrutturale. A completamento dei lavori, la fontana ha trovato la sua definitiva sistemazione al centro dei giardinetti antistanti il Municipio Negli anni '10 si è proceduto con i lavori, che hanno portato alla costruzione della metropolitana sotterranea, rinvenimenti di età romana e medievale, e la riscoperta delle vecchie mura di cinta medievali del castello, hanno portato ad un rallentamento dei lavori,che hanno portato alla creazione di un museo a cielo aperto e di una "metro-museo". Tuttavia, i recenti lavori non hanno mancato di critiche, a causa del progetto che riguarda la piazza e quelli che un tempo erano i giardini al ridosso del municipio e vicino alla fontana. Le critiche principali riguardano la drastica riduzione delle aree verdi, che tolti i pochi alberi piantati sulla pietra lavica siciliana, sono pressoche nulli. In sostanza le critiche riguardano anche la differenza tra campagne pubblicitarie (di fatto la nuova piazza veniva presentata come una "rivoluzione verde ed ecosostenibile" di tutta la zona del Municipio) e la realtà dei fatti, che mostrano una piazza completamente pavimentata e con scarsa vegetazione.

## Descrizione

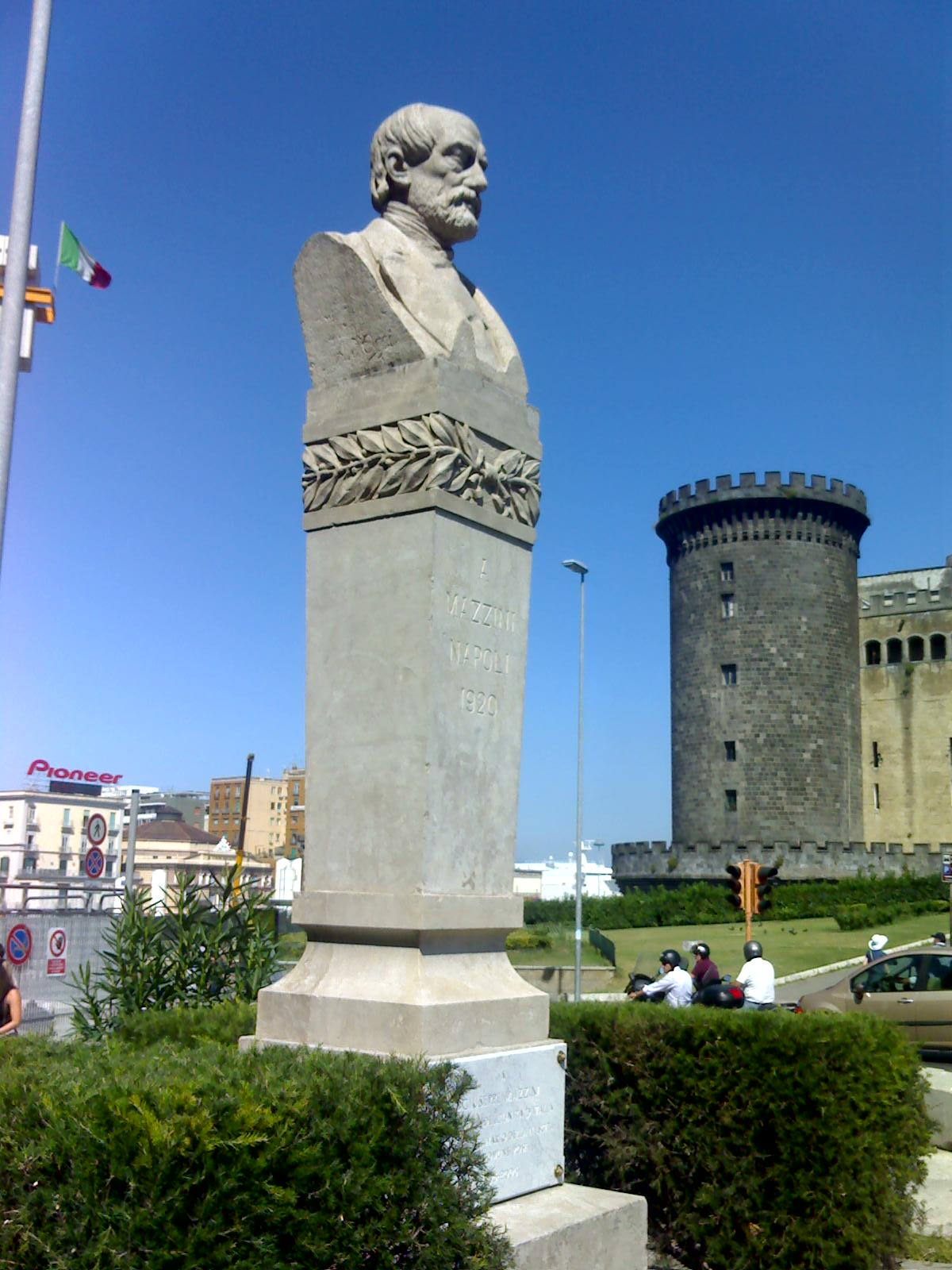
Il busto di Giuseppe Mazzini dinanzi al Maschio Angioino

La piazza, di forma semi-rettangolare, è caratterizzata dalla presenza imponente del Maschio Angioino a sud.
Sul lato nord vi sono un lato del Palazzo della Banca d'Italia e di quello dell'INA, il palazzo del Grand Hotel de Londres (attualmente sede del TAR della Campania), il palazzo della vecchia posta dei corrieri, il Teatro Mercadante e un lato del moderno palazzo d'angolo di Marcello Canino; su quello occidentale il palazzo San Giacomo, sede del comune di Napoli e, inglobata in esso la basilica di San Giacomo degli Spagnoli; infine ad est l'edificio della stazione marittima, terminato nel 1936. Sul lato sud-ovest, all'angolo con via Verdi, si affaccia il palazzo del Banco di Roma.
Essendo dunque attigua al porto, la piazza fu teatro di grandi partenze di massa durante il XIX secolo, quando da qui gli emigranti, giunti a Napoli, si imbarcavano per le Americhe in cerca di fortuna.
A margine, si aprono invece i cosiddetti Spalti del Maschio Angioino che vengono usati in estate per concerti e manifestazioni, mentre in inverno ospitano una pista di pattinaggio su ghiaccio. Infine, posto al centro di via Vittorio Emanuele III, non molto distante dal Maschio Angioino e dalla piazza, vi è un busto del 1920 raffigurante Giuseppe Mazzini.
Al di sotto della piazza si estende l'omonima stazione della metropolitana (linea 1 aperta nel 2015 e linea 6 aperta nel 2024).